# Death of Samantha
A Death of Samantha egy amerikai underground punk/post-punk zenekar.

## Története
Az együttes Clevelandben alakult 1984-ben, eredetileg trióként, a következő felállással: John Petkovic - gitár, James - basszusgitár, Steve-O - dob. Ez volt az eredeti felállás. Nevüket egy Yoko Ono dalról kapták. Még 1984-ben egy negyedik tag, Doug Gillard gitáros csatlakozott a zenekarhoz. Először két kislemezt jelentettek meg a St. Valentine Records gondozásában. Még három kislemezt adtak ki, majd 1986-ban leszerződtek a Homestead Recordshoz és megjelentették első albumukat. A "Coca Cola and Licorice" dal (amely korábban kislemez formában jelent meg) volt az első dal a lemezen. 1987-ben kiadtak egy EP-t. 1990-es feloszlásuk előtt három albumot és egy EP-t jelentettek meg.
A zenekar 1992-ben, 2011-ben és 2013-ban újra összeállt, koncertezések céljából. 2013-ban megjelentették negyedik lemezüket, amelyen korábbi dalaik újra felvett változataik hallhatók. 2018-ban egy utolsó koncertet tartottak a Floyd Band társaságában, a clevelandi Phantasy Nightclubban.
A Death of Samantha több ismert együttessel koncertezett: a The Smashing Pumpkins a DoS előzenekara volt, illetve a Nirvanával és a The Jesus and Mary Chainnel is játszottak.

## Tagok
- Doug Gillard
- David James
- John Petkovic
- Steve-O

## Korábbi tagok
- Marky Ray
- Dave Swanson

## Diszkográfia
- Strungout on Jargon (1986)
- Laughing in the Face of a Dead Man (EP, 1987)
- Where the Women Wear the Glory and the Men Wear the Pants (1988)
- Come All Ye Faithless (1989)
- If Memory Serves Us Well (2013)

## Kislemezek
- Amphetamine/Simple as That (1985)
- Coca Cola and Licorice (Porn in the USA néven is ismert, 1986)
- Rosenberg Summer (1989)